# Dream pop
Dream pop là một thể loại âm nhạc phụ của pop rock và alternative rock. Mặc dù những ảnh hưởng lên thể loại nhạc này có thể được truy ngược lên đến những năm 1940, thì dream pop hiện đại mới bắt nguồn từ Vương quốc Anh vào giữa thập niên 1980 - tuy nhiên, thuật ngữ này phần lớn chỉ được sử dụng tại Hoa Kỳ. Những ban nhạc như The Passions, Dif Juz, Lowlife, và A.R. Kane (những nhóm mà được gán với thể loại này) đã bắt đầu pha trộn các yếu tố post-punk và ethereal wave với những giai điệu pop buồn vui lẫn lộn vào trong một không gian âm thanh mơ màng, mộng ảo (dreamy).
Dream pop có xu hướng chú trọng đến kết cấu và tâm trạng hơn là những đoạn riff gây kích động đặc trưng của rock. Giọng hát thường nhẹ như thở hoặc gần như thì thầm, và ca từ thường có đặc trưng là về sự suy xét nội tâm hay sự tồn tại hiện sinh. Bìa album thường chứa những hình ảnh phấn màu mờ ảo hoặc những thiết kế tối giản, hoặc sự kết hơp của cả hai phong cách trên. Hãng đĩa 4AD là hãng đĩa gắn kết với thể loại này nhiều nhất, mặc dù những hãng đĩa khác như Creation, Projekt, Fontana, Bedazzled, Vernon Yard và Slumberland cũng đã phát hành những đĩa nhạc quan trọng trong thể loại này.